# Обольянинов, Николай Александрович
Никола́й Алекса́ндрович Оболья́нинов (1868—1916) — русский библиограф и библиофил, коллекционер, военный врач. Титулярный советник.

## Биография
Происходил из старинной дворянской фамилии, его предкам были жалованы имения в Новгородской губернии еще царём Иваном Грозным. Образование получил в Варшавской гимназии, затем окончил Военно-медицинскую академию в Санкт-Петербурге, уехал в родовое имение, стал земским начальником 2-го участка Гдовского уездного съезда Санкт-Петербургской губернии.
Интересна такая подробность биографии Обольянинова. Когда петербургское дворянство подносило царю по какому-то случаю всеподданнейший адрес, Обольянинов телеграммой на имя предводителя дворянства сообщил, что хотя он и столбовой дворянин, но адреса не подпишет. В ответ на эту телеграмму Обольянинову сообщили, что от должности земского начальника он отстранен.
Зимами стал ездить в Петербург собирать иллюстрированные книги. Обольянинов пересмотрел огромное количество книг Публичной библиотеки, Академии наук, целый ряд частных собраний А. Е. Бурцева, Н. К. Синягина, работал в Румянцевском музее и в крупных московских библиотеках. Таким образом, он описал почти все собрания иллюстрированных книг в Петербурге.
Общаясь со многими любителями и библиографами, Обольянинов научился критически относиться к некоторым изданиям, сравнивая дублетные экземпляры разных собраний и внося поправки в своё описание.
Известен, как собиратель и исследователь русских иллюстрированных изданий, гравюр и литографий, проделавший большую работу по их выявлению и описанию.
Собрал важнейшую и очень полную информацию по одной из наиболее востребованных тем книжного коллекционирования — о русских иллюстрированных изданиях. «Каталог русских иллюстрированных изданий 1725—1860 гг.» до сих пор незаменимый справочник для повседневной работы любого библиофила, коллекционера и специалиста в области библиографии. В нём собраны важнейшие сведения об 3200 иллюстрированных изданиях и альбомах и 500 редких книгах с одним портретом. Важнейшими его достоинствами являются полнота списка представленных изданий, указание комплектности и перечни иллюстраций для каждого издания, представлена и информация о технике иллюстраций, их авторстве, упоминаниях в каталогах. Большинство из собранных в справочнике изданий редки или очень редки.
Литературовед, посвятивший свою деятельность изучению иллюстрированных изданий, гравюр и литографий, составитель словарей и библиографических указателей, среди которых: «Русские граверы и литографы: Добавление к „Словарю русских граверов“ Д. А. Ровинского и „Описанию нескольких гравюр и литографий Тевяшова“», «Словарь русских литографированных портретов», рассчитанный на три тома (вышел только том 1).
Участвовал в деятельности Кружка любителей русских изящных изданий.
Во время Первой мировой войны, Обольянинов работал в лазарете врачом.
Собирал также фарфор, антикварную мебель, в 1916 году продал коллекцию и своё имение.
В 1916 году он простудился и умер.

## Главные труды

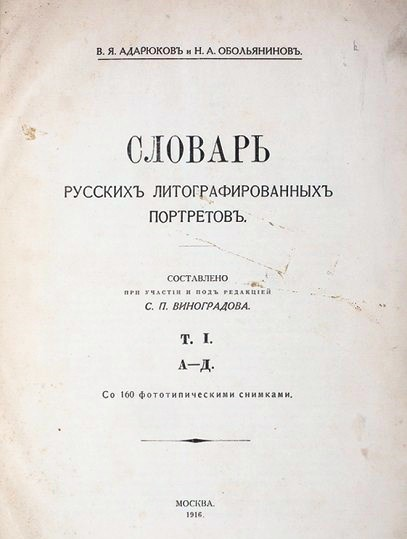
«Словарь русских литографированных портретов». Т-во тип. А. И. Мамонтова. 1916 г.

- «Русские гравёры и литографы. Добавление к „Словарю русских гравёров“ Ровинского и „Описанию нескольких гравюр и литографий“ Тевяшова» (1913);
- «Каталог русских иллюстрированных изданий. 1725—1860» (т. 1 — 2, 1914 — 15);
- «Заметки о русских иллюстрированных изданиях. Игры детские» (1916);
- «Словарь русских литографированных портретов» (т. 1, 1916, совм. с В. Я. Адарюковым).

Автор статей в журнале «Русский библиофил», «Старые годы», «Голос минувшего» и других.